# Kin (lichaamsdeel)

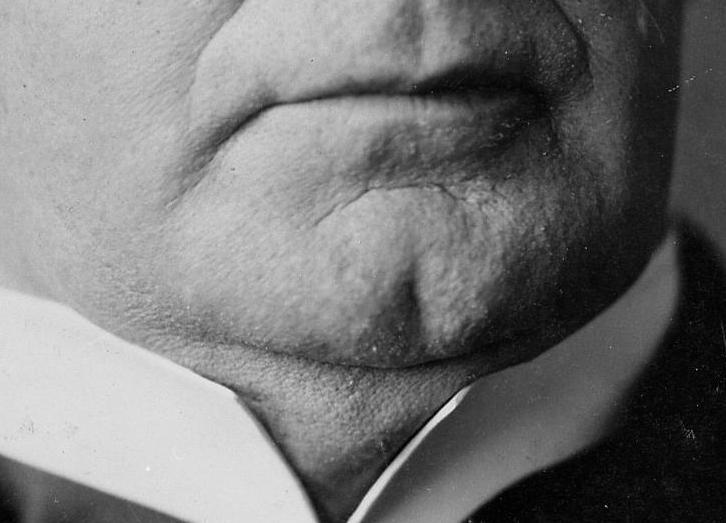
De Amerikaanse president William McKinley had een kin met een kenmerkend kuiltje.

De kin is het onderste gedeelte van het gezicht van de mens. Het wordt gevormd door de punt van het bot van de onderkaak, de mandibula, en bevindt zich dus net onder de mond. Hoe ver de kin vooruitsteekt wisselt sterk van persoon tot persoon; bij mannen is de kin soms meer uitgesproken. Voorgangers in de evolutie van de mens hadden nog geen kin.
- Haargroei alleen op de kin wordt een sik genoemd of sikje, op de hele kaak een baard.
- Als het vlezige gedeelte tussen de kin en hals neerhangt wordt dit een onderkin genoemd. Het lijkt er als het ware op dat er zich onder de kin nog eentje bevindt. Het hebben van een prominente onderkin gaat vaak gepaard met, of is een teken van, overgewicht.